# كارل فون أوربان
كارل فون أوربان (بالألمانية: Karl von Urban)‏ هو عسكري نمساوي، ولد في 31 أغسطس 1802 في كراكوف في بولندا، وتوفي في 1877 في برنو في التشيك.